# Kalle i dillen
Kalle i dillen, egentligen Karl Emil Andersson, född 15 juni 1898 i Moline i Illinois, död 24 mars 1970 i Korsberga församling, var en småländsk småbrukare och original som bodde mellan Korsberga och Södra Solberga i Småland från 1920 fram till sin död. 
Anderssons föräldrar Johan Isak (1854–1941) och Amanda Andersson (1862-1944) hade emigrerat till USA från Sverige i slutet av 1800-talet. Runt 1905 flyttade familjen till Pike Creek Township i Morrison County i Minnesota. Efter 1910 flyttade han till Deerwood där han fick anställning som kypare på en flodbåt på Mississippifloden. Han bodde under en tid även i Duluth. Familjen återvände till Sverige i mars 1920 och köpte då tillbaka släktgården Skogedill i Östra Korsberga. På grund av stridigheter i äktenskapet lämnade modern Sverige i maj 1922 och återvände till USA där hon avled hos sin syster i Randall i Minnesota.
Med tiden blev Andersson, i folkmun Kalle i dillen, en populär lokalkändis och han fick många besökare. Bostaden var utan alla bekvämligheter såsom toalett, vatten eller el. Historierna och skrönorna om honom är många, inte minst på grund av hans säregna kosthållning, där det sades att han grävde upp självdöda djur som bönderna i närheten hade grävt ner och tog hem för att äta. Köttet var då både härsket och angripet av mask. Masken brydde han sig dock inte om utan konstaterade bara att; ”Dä ä’ väl sövel dä mä”. Under sommarmånaderna stannade flera turistbussar på väg genom Glasriket till för att göra ett besök hos honom. 
Andersson ligger begravd på Korsberga kyrkogård.